# Bratoszewo
Bratoszewo – część miasta Gostynina w woj. mazowieckim, w powiecie gostynińskim, położona w zachodniej części miasta przy ulicy Zazamcze.
Do 1925 roku folwark w gminie Skrzany. 1 lipca 1925 włączony wraz z folwarkiem Adolfowo do Gostynina.